# Quercus gemelliflora
Quercus gemelliflora là một loài thực vật có hoa trong họ Cử. Loài này được Blume miêu tả khoa học đầu tiên năm 1825.

## Hình ảnh